# سميع هيدبيرغ
سميع هيدبيرغ (بالفنلندية: Sami Hedberg)‏ هو كوميدي ارتجالي فنلندي، ولد في 13 مارس 1981 في هلسنكي في فنلندا.

## وصلات خارجية
- سميع هيدبيرغ على موقع IMDb (الإنجليزية)
- سميع هيدبيرغ على موقع ميوزك برينز (الإنجليزية)
- سميع هيدبيرغ على موقع قاعدة بيانات الفيلم (الإنجليزية)